# 党緒
緒（？—？），字汝承，號三渠，直隸常州府無錫縣人，錦衣衛旗籍，明朝政治人物。

## 生平
嘉靖十三年（1534年）甲午科順天府鄉試第七十二名舉人。嘉靖三十二年（1553年）中式癸丑科三甲第二百零六名進士。兵部观政，授湖广钟祥知县，升广西思恩府同知。

## 家族
曾祖党平，百戶；祖父党能；父党璟，锦衣百戶。嫡母陳氏；生母陳氏。兄党綬、弟党绅、党淮（苏州卫指挥同知）、党潮。